# Calabazanos
Calabazanos es un barrio de la localidad de Villamuriel de Cerrato, provincia de Palencia, comunidad autónoma de Castilla y León, en España. Pertenece al municipio de Villamuriel de Cerrato.

## Demografía
Evolución de la población en el siglo XXI
| Gráfica de evolución demográfica de Calabazanos entre 2000 y 2020  |
|                                                                    |
| Población de derecho (2000-2020) según el padrón municipal del INE |

## Geografía
Se encuentra en la comarca llamada El Cerrato palentino, a 10 km al sur de la capital, Palencia, a orillas del río Carrión. 

## Historia
En la Baja Edad Media perteneció a la Meryndat de Çerrato, figurando su descripción en el libro Becerro de las Behetrías de Castilla, redactado por encargo de las Cortes de Valladolid de 1351, bajo el reinado de Pedro I de Castilla .
A la caída del Antiguo Régimen la localidad se constituye en municipio constitucional que en el censo de 1842 contaba con 10 hogares y 52 vecinos, para posteriormente integrarse en Villamuriel de Cerrato .

### SigloXIX
Así se describe a Calabazanos en la página 237 del tomo V del Diccionario geográfico-estadístico-histórico de España y sus posesiones de Ultramar, obra impulsada por Pascual Madoz a mediados del siglo XIX:

CALABAZANOS

Villa con ayuntamiento en la provincia y partido judicial de Palencia (1 legua), audiencia territorial y capitanía general de Valladolid (10), abadía de Ampudia (4).
Situada a la margen izquierda del río Carrión, en una vasta llanura, con libre ventilación y clima templado y sano.
Tiene 17 casas, escuela de instrucción primaria concurrida por doce alumnos de ambos sexos, a cargo de un maestro, a la vez sacristán; un convento de monjas claras, nobles, con su pequeña iglesia; una hurta y en ella una pequeña ermita (San Miguel), a la que se halla unido el cementerio; y una iglesia parroquial (Santiago Apóstol), servida por el vicario y el sacristán del convento.
Confina el término N Palencia; E Magaz, Baños y Tariego; S Dueñas y O Villamuriel; dentro de él se encuentran una fuente llamada la Dulce, y dos posadas públicas inmediatas a la población.
El terreno que todo, así como las casas, era propio de las monjas, y se ha desamortizado en la presente época, es llano, de primera calidad y feracísimo; comprende un soto titulado de los Albures, correspondiente a un particular, y un quiñón de 60 obradas, propiedad del duque de Gor. Fertiliza el terreno el Carrión que pasa inmediato al pueblo, y sirve de línea divisoria entre su término y el de Villamuriel.
Caminos: cruza tocando a las casas por la parte del E, la carretera de Madrid a Santander, y hacia el N la de Aragón para Asturias; bastante frecuentada la primera por las diligencias de Santander y Burgos, y por otros carruajes y arriería.
Producciones: trigo, cebada, vino y legumbres; cría ganado lanar, y las caballerías necesarias para labranza.
Industria: la agrícola, un molino harinero impulsado por el Carrión, y el hilado de lanas para las fábricas de Palencia, al que se dedican algunas mujeres.
Comercio: venta de frutos sobrantes, y una pequeña tienda, que también sirve de taberna y figón.
Población: 10 vecinos, 52 almas.

Capital productivo: 275.000 reales. Imponible: 12.100. Presupuesto municipal: 600 reales, que se cubren por reparto vecinal.

## Fiestas y costumbres
El patrón es Santiago Apóstol y la fiesta correspondiente, el 25 de julio.

## Lugares de interés
Aquí se sitúa el Real Monasterio de Nuestra Señora de la Consolación, un cenobio de monjas clarisas fundado en el siglo XV por Leonor de Castilla, viuda de Pedro Manrique II de Lara, adelantado mayor de Castilla y séptimo señor de Amusco, así como madre y abuela respectivamente de los poetas Gómez Manrique y Jorge Manrique. El monasterio, de clausura, conserva tres claustros gótico-renacentistas y la iglesia, barroca de los siglos XVII y XVIII. 
La localidad de Calabazanos cuenta también con pista de patinaje, pista de futbito, frontón, colegio, tres bares, videoclub, panadería, tienda de alimentación y una guardería.
En 2008 la localidad experimentó un fuerte crecimiento urbanístico, tanto por el Norte, dirección a Palencia, como por el Sur, dirección a Valladolid: numerosas barriadas se han anexado a la original de Gómez Manrique, conformando un nutrido núcleo de chalés adosados y algunos pisos.